# ムクタダー・アッ＝サドル

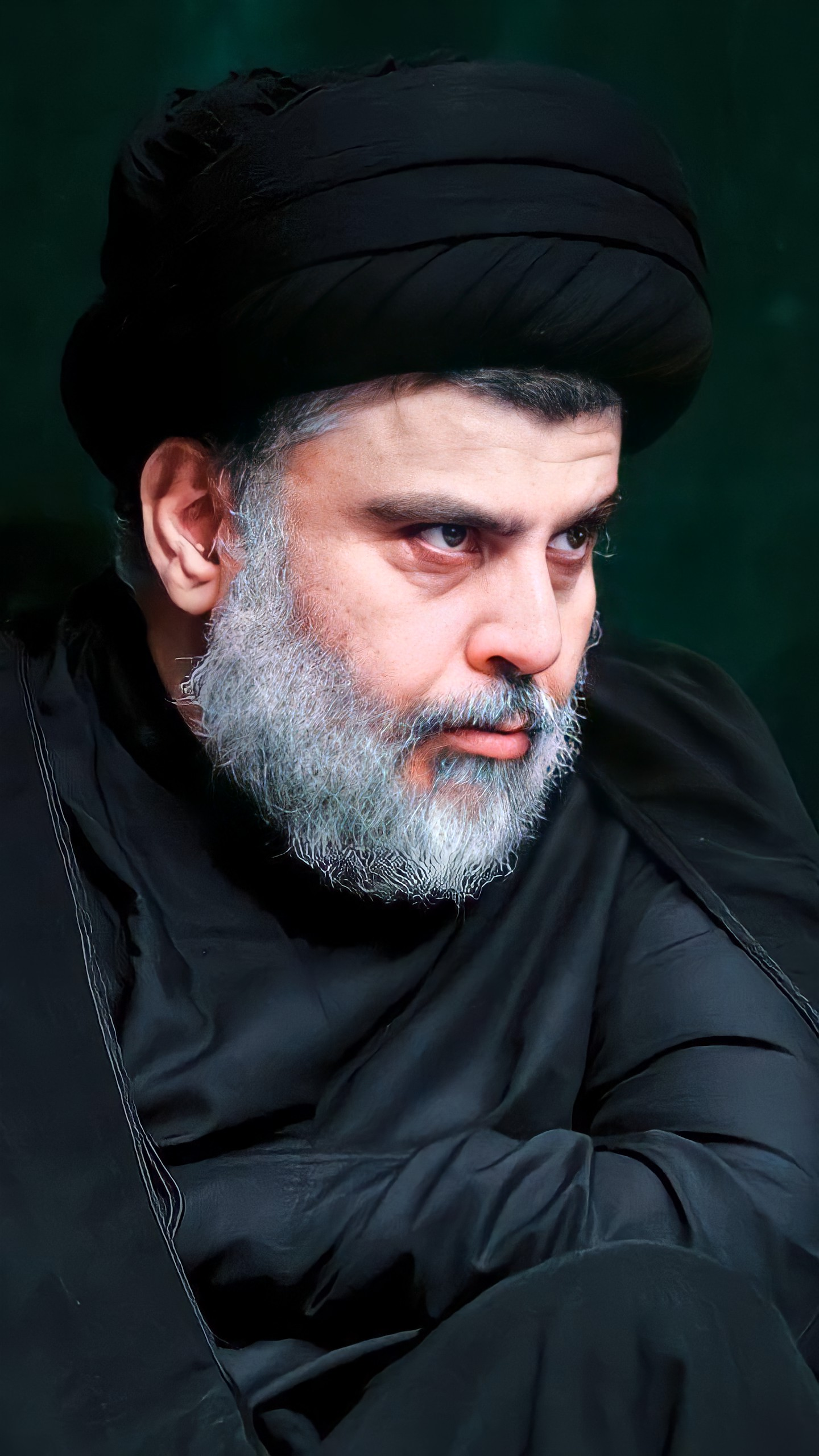
本人画像

ムクタダー・アッ＝サドル（アラビア語: مقتدى الصدر, Muqtadā al-Ṣadr、1973年8月12日 - ）は、イラクのシーア派（十二イマーム派）のウラマーで、ホッジャトル・エスラーム。シーア派の反米強硬派民兵組織マフディー軍及び政治組織「サドル潮流」の指導者。日本のメディアなどでは家名から定冠詞アルを省いたサドル師と表記されることが一般的。

## 来歴
イラクにおけるシーア派のイスラム主義政治運動のリーダーだったムハンマド・バーキル・アッ＝サドルを輩出したサドル家の出身で、父ムハンマド・サーディク・アッ＝サドルはムハンマド・バーキルの死後高位のシーア派法学者としてイラクにおけるシーア派の指導者となっていたが1999年にサッダーム・フセイン政権によって暗殺された。
息子であるムクタダーは、ムハンマド・サーディクから慈善活動などを行うシーア派運動を引き継いだが、自身はウラマーとして十分な教育を受けておらず、法学者としての位階は低い。
父の死後、彼らの派閥はイラクのシーア派の中で勢力を失い、アメリカなど諸外国にも政治的影響力を認められていなかった。しかし2003年、イラク戦争でアメリカが「戦闘終結宣言」をおこない国際紛争としてのイラク戦争が終戦となった後、バグダードのシーア派居住地域で社会慈善活動を拡大して支持を広めるとともに、民兵組織としてマフディー軍を創設した。
サドル派は、イスラム国家樹立を目指す立場を取り、反米的な態度を取って占領軍に抵抗した。サドルは連合国暫定当局の行うイラクの占領統治を公然と批判し、自身が暫定当局に任命されたイラク統治評議会にかわって統治を行う政府を運営すると宣言した。一方、シーア派内でも、高位法学者アリー・シスターニーを指導者とする主流派や、ムハンマド・バーキル・ハキーム率いるイラク・イスラム革命最高評議会などの親米的な穏健派と対立を深めた。
また、サドルは暫定当局により2003年に親米穏健派のシーア派指導者であったアブドゥルマジード・アル＝ホーイー（文語アラビア語発音：アブドゥルマジード・アル＝フーイー）が暗殺された事件の容疑者とみなされており、逮捕状が出ている。
サドル運動は政党として国民議会 (イラク)にも議席を持っており、2010年イラク議会選挙では政党連合全国イラク同盟に参加したが、2014年イラク議会選挙では離脱してディヤー・アル＝アサディーとともにアル＝アフラール・ブロックを立ち上げ34議席を獲得した。その後は政界からの引退を示唆していたが、ISIL（イスラム国）が台頭して治安が流動的となると再び表舞台に立って民兵組織をジュルフ・アン・ナスルなどに参戦させて、イラク治安部隊のISIL掃討に協力した。また、ISILとの抗戦を通じて従来相容れなかった世俗政党であるイラク共産党と結んで安全保障と政治腐敗根絶への意欲を見せ始めるようになった。
そして2018年議会選挙では「腐敗の根絶」を掲げてイラク共産党と結んで新たな政党連合改革への同盟を立ち上げて共産党の党首ハミード・マジード・ムーサーとともに共同代表となり、選挙で54議席を獲得してイラク議会第一党に躍進した。ただし、サドル本人は選挙に立候補はしていない。2021年議会選挙でもサドル率いるサドル潮流は、73議席を獲得し議会第一党となっている。しかし連立政権の樹立に失敗し、2022年6月に全議員が辞職してからは議会の早期解散を要求。同年8月29日に政治活動からの引退を表明すると、直後にはバグダードでサドル派と親イラン派が衝突し、17名が死亡するという事態に発展した。